# Десятинна церква (монета)
«Десяти́нна це́рква» — ювілейна монета номіналом 2 гривні, випущена Національним банком України. Присвячена 1000-літтю з часу спорудження Десятинної церкви у Києві — першого кам'яного храму Київської Русі.
Монету було введено в обіг 26 листопада 1996 року. Вона належить до серії Духовні скарби України.

## Опис монети та характеристики
| Номінал грн. | Метал                 | Маса, грам | Діаметр, мм. | Якість виготовлення | Гурт     | Тираж, штук |
| ------------ | --------------------- | ---------- | ------------ | ------------------- | -------- | ----------- |
| 2            | мідно-нікелевий сплав | 14,35      | 33,0         | пруф-лайк           | рифлений | 30 000      |

### Аверс
На аверсі монети в центральному колі, обрамленому стилізованим рослинним орнаментом, розміщено зображення Богоматері Одигітрії з немовлям — фрагмент барельєфу над порталом церкви, що зберігся до нашого часу. Вище зображення Богоматері розміщені Державний Герб України і по колу напис «УКРАЇНА», нижче — написи: «1996» — рік карбування монети та у два рядки «2 ГРИВНІ» — позначення номінальної вартості монети. Слово «ГРИВНІ» розміщено по колу. Вся композиція обрамлена по колу намистовим узором.

### Реверс

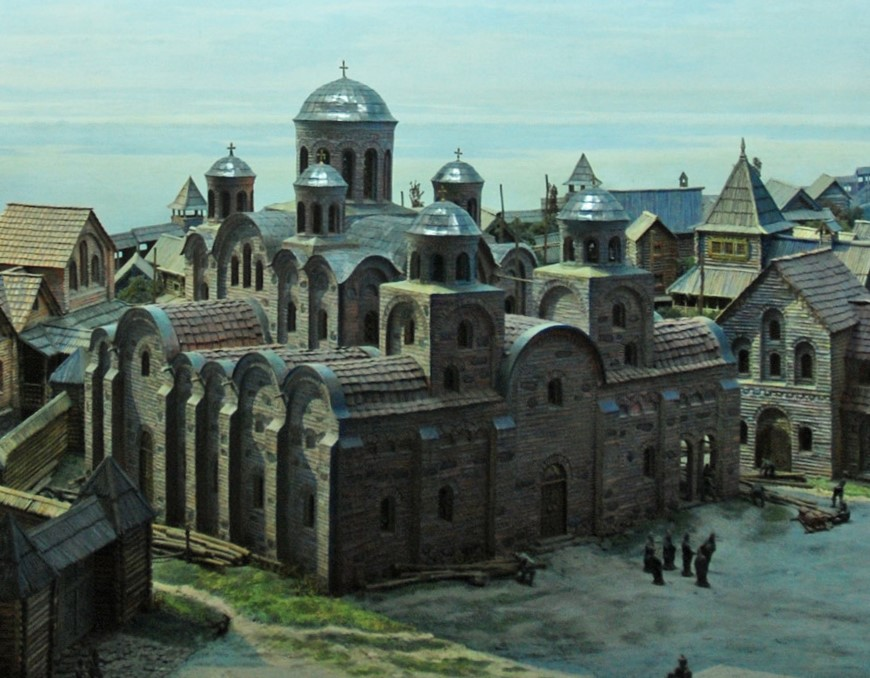
Десятинна церква — фрагмент діорами «Місто Володимира» в Археологічному музеї Києва

На реверсі монети в центрі зображено контури Десятинної церкви за реконструкцією професора Ю. С. Асеєва. Для створення враження того, що споруди в дійсності не існує. Ці контури подані дзеркальними лініями на матовому тлі і начебто виростають на реально існуючому фундаменті знизу вгору з поступовим проявленням рельєфу. На верхній матовій частині монети по колу дзеркальними лініями розміщено написи «КИЇВ», «ДЕСЯТИННА ЦЕРКВА», «996 р.», відокремлені один від одного стилізованими зображеннями птахів. Внизу на дзеркальному тлі зображено стрічку з написом на ній «ДУХОВНІ СКАРБИ УКРАЇНИ».

## Автори
- Художники: Олександр Івахненко, Сніжко Анатолій.
- Скульптори: Зобек Драгомир (аверс), Новотни Штефан (реверс).

## Вартість монети
Під час введення монети в обіг 1996 року, Національний банк України реалізовував монету за ціною 6 гривень.
Фактична приблизна вартість монети, з роками змінювалася так:
| Рік        | 2005 | 2006 | 2007 | 2008 | 2009 | 2010 | 2011 | 2012 | 2013 | 2014 | 2015  | 2016  | 2017  | 2018  | 2019  | 2020  | 2021  | 2022  | 2023  | 2024  | 2025  |
| ---------- | ---- | ---- | ---- | ---- | ---- | ---- | ---- | ---- | ---- | ---- | ----- | ----- | ----- | ----- | ----- | ----- | ----- | ----- | ----- | ----- | ----- |
| Ціна, грн. | 110  | 180  | 320  | 500  | 560  | 560  | 560  | 560  | 560  | 560  | 1 600 | 1 100 | 1 050 | 1 200 | 1 220 | 1 200 | 1 220 | 1 360 | 1 430 | 2 900 | 2 800 |